# Souad Titou
Pour les articles homonymes, voir Titou.
Souad Titou, née le 14 février 1986 à Aïn Kercha, est une handballeuse algérienne. Elle joue pour le club de Lomme Lille lorsqu'elle aide l'équipe nationale féminine de handball d'Algérie à se classer 22e aux matchs du championnat du monde 2013 en Serbie.